# Carnival Row
Carnival Row é uma série de televisão americana de fantasia neo-noir criada por René Echevarria e Travis Beacham, baseada em um roteiro especulativo de um filme não produzido de Beacham, A Killing on Carnival Row. A série é estrelada por Orlando Bloom, Cara Delevingne, Simon McBurney, Tamzin Merchant, David Gyasi, Andrew Gower, Karla Crome, Arty Froushan, Indira Varma e Jared Harris. A série segue seres mitológicos que devem sobreviver como refugiados oprimidos na sociedade humana, enquanto um detetive humano trabalha para resolver assassinatos relacionados a eles.
A série estreou na Amazon Prime Video em 30 de agosto de 2019. Em julho de 2019, foi anunciado que a Amazon havia renovado a série para uma segunda temporada, que estreou em 17 de fevereiro de 2023 e servirá como o final da série.

## Premissa
Carnival Row segue "criaturas míticas que fugiram de sua terra devastada pela guerra e se reuniram na cidade enquanto as tensões estão fervendo entre os cidadãos e a crescente população de refugiados". No centro do drama está a investigação de uma série de assassinatos não resolvidos, loucura de poder, amor não resolvido e ajustes sociais corroendo qualquer paz que exista.

## Elenco e personagens

### Principais
- Orlando Bloom como Rycroft Philostrate ("Philo"), um inspetor da polícia do Burgo, investigando uma conspiração sombria no coração da cidade. Um meio-fada que se passa por humano e um veterano de guerra, ele simpatiza com as fadas, para o nojo de muitos de seus colegas.
- Cara Delevingne como Vignette Stonemoss, uma fada (também conhecida pelo nome depreciativo de "Pix") e ex-amante de Philo que acreditava que ele estava morto após uma guerra. Ela se envolve com um grupo de fadas ruffians conhecido como Corvo Negro, enquanto lida com seus sentimentos complicados por Philo.
- Simon McBurney como Runyon Millworthy, um artista de rua humano e mestre de uma tropa de kobolds.
- Tamzin Merchant como Imogen Spurnrose, uma herdeira que se envolve com Agreus para bancar seu estilo de vida.
- David Gyasi como Agreus Astrayon, um fauno rico (também conhecido pelo nome depreciativo de "Puck") evitado pela alta sociedade burguesa por sua aparência e origem.
- Andrew Gower como Ezra Spurnrose, irmão de Imogen, a quem ela culpa por manipular mal as finanças da família e levá-los a dívidas.
- Karla Crome como Turmalina Larou, amiga fada e ex-amante de Vignette, Poeta Laureada de Tirnanoc, e uma cortesã no Hotel Tetterby em Carnival Row.
- Arty Froushan como Jonah Breakspear, filho de Absalom que se rebela contra seu pai controlador.
- Indira Varma como Piety Breakspear, esposa manipuladora de Absalom que procura consagrar o legado de sua família.
- Jared Harris como Absalom Breakspear, o chanceler da República do Burgo.
- Caroline Ford como Sophie Longerbane, a filha em busca de poder de Ritter Longerbane.

### Recorrente
- Alice Krige como Aoife Tsigani, uma Arúspice (ou bruxa) a serviço de Piety Breakspear.
- Jamie Harris como sargento Dombey, um policial sob a patente de sargento conhecido por abrigar crenças racistas contra as fadas e desprezar Philo por simpatizar com elas.
- Ariyon Bakare como Darius Sykes, um velho amigo de Philo e um ex-soldado do Burgo agora mantido em cativeiro por ter sido amaldiçoado como um Marrok (um tipo de homem-lobo) durante a guerra.
- Maeve Dermody como Portia Fyfe, a senhoria de Philo cujos avanços românticos ele freqüentemente rejeita.
- Waj Ali como Constable Berwick, o tímido parceiro de Philo que, no entanto, permanece leal a ele, mesmo quando Philo é exposto como um mestiço.
- James Beaumont como Constable Cuppins, um policial que acha antinatural o interesse de Philo pelas fadas.
- Tracey Wilkinson como Afissa, a empregada doméstica "Puck" e cozinheira dos Spurnroses.
- Leanne Best como Madame Moira, proprietária do Hotel Tetterby, que ela usa como bordel.
- Anna Rust como Fleury, uma cortesã "Pix" no bordel de Moira.
- Mark Lewis Jones como Magistrate Flute, o chefe de polícia no Burgo que apela à solidariedade entre seus oficiais e freqüentemente critica Philo por sua preocupação com o bem-estar das fadas.
- Theo Barklem-Biggs como Cabal, um descontente "Puck" que procura reunir seus irmãos.
- Ronan Vibert como Ritter Longerbane, pai de Sophie, principal oponente político de Absalom Breakspear e defensor de longa data da subjugação das fadas.
- Chloe Pirrie como Dahlia, a cruel líder fada do Corvo Negro.
- Scott Reid como Quilliam ("Quill"), lacaio "Puck" demitido injustamente pelo chanceler, que se volta para o radicalismo.
- Sinead Phelps como Jenila, a empregada doméstica "Puck" de Sophie Longerbane.
- Jim High como Fergus, um servo humano na casa de Agreus.
- Erika Starkova como Aisling Querelle, mãe de Philo e uma vez famosa cantora "Pix", tornou-se necrófaga.

## Produção

### Desenvolvimento
Em 9 de janeiro de 2015, foi anunciado que a Amazon havia assinado um contrato de desenvolvimento para a série que, na época, tinha Guillermo del Toro como co-roteirista, produtor executivo e diretor. A série, que será co-escrita por del Toro, Travis Beacham e René Echeverria, é baseada em um roteiro de longa metragem escrito por Beacham, intitulado A Killing on Carnival Row. A empresa encomendou três roteiros com a expectativa de que, se a série entrasse em produção, del Toro dirigisse o primeiro episódio. Em 6 de junho de 2016, foi relatado que a produção recebeu um pedido piloto com a equipe de criação anunciada anteriormente e ainda estava envolvida.
Em 10 de maio de 2017, foi anunciado que a produção havia recebido um pedido de série com Beacham e Echeverria ainda como produtora executiva, e que Echeverria esperava atuar como showrunner. Também foi anunciado que o cineasta Paul McGuigan estaria dirigindo a série. A essa altura, del Toro havia se afastado do projeto, pois sua agenda de longas-metragens não lhe permitia permanecer como produtor executivo à medida que o projeto avançava. Em 10 de novembro de 2017, foi anunciado que o cineasta Jon Amiel substituiu McGuigan como diretor.
Em 3 de junho de 2019, foi anunciado que a série estrearia em 30 de agosto de 2019.
Em julho de 2019, foi anunciado que a Amazon havia renovado a série para uma segunda temporada.

### Elenco
Em agosto de 2017, foi anunciado que Orlando Bloom e Cara Delevingne foram escalados para os dois papéis principais da série. Em 22 de setembro de 2017, foi relatado que David Gyasi, Karla Crome, Indira Varma e Tamzin Merchant haviam se juntado ao elenco principal. Em outubro de 2017, foi anunciado que Simon McBurney, Alice Krige e Jared Harris haviam sido escalados para papéis recorrentes. Em 3 de novembro de 2017, foi relatado que Ariyon Bakare estava se juntando à série como personagem recorrente. Em 15 de dezembro de 2017, foi anunciado que Andrew Gower e Jamie Harris haviam sido escalados para papéis recorrentes. Em 30 de janeiro de 2018, foi relatado que Scott Reid se juntou ao elenco como um regular da série. Em 8 de outubro de 2018, foi relatado que Anna Rust se juntou ao elenco em uma capacidade recorrente.

### Filmagem
A série passou quase cinco meses em pré-produção antes do início das filmagens. A série foi filmada inteiramente na República Tcheca durante 108 dias de filmagem. As filmagens começaram em outubro de 2017. Em fevereiro de 2018, foi relatado que a série estava sendo filmada em Praga.
Grande parte do trabalho foi realizado no Barrandov Studios, em Praga, enquanto os locais incluíam a cidade de Liberec, os palácios de Frýdlant e Krnsko e a área de Prachov Rocks (Prachovské skály).
As filmagens foram concluídas em 14 de março de 2018.

## Recepção

### Resposta da crítica
No Rotten Tomatoes, Carnival Row possui 55% de aprovação, com base em 60 avaliações. O consenso crítico do site diz: "Bonito, mas inchado, Carnival Row possui mitologia meticulosamente trabalhada e construção de mundo exuberante — infelizmente, sua história de ricos e pobres simplesmente tem muito para criar algo coeso." No Metacritic, a série tem um  pontuação média ponderada de 58 em 100, com base em 19 críticos, indicando "críticas mistas ou médias".